# Dstny
Dstny est un opérateur de télécommunications européen, également éditeur, spécialisé dans les solutions de communications d’entreprise sécurisées dans le Cloud, notamment sur la téléphonie sur IP. Fondée en 2008, Dstny est présente dans 7 pays européens.

## Historique
L'entreprise a été fondée en 2008 par deux frères, Samuel et Daan de Wever qui ont eu l’opportunité d’acquérir et reprendre une entreprise de télécommunication. Le premier s'occupant plus de la technique, le second de la stratégie. De fournisseur de télécommunications, l'entreprise a évolué vers un éventail de services plus large tel que les solutions dans le Cloud et l’IP qui permettent d’agréger des fonctionnalités correspondant aux nouveaux usages : autonomie, analyses KPIs, cybersécurité, intégration CRM, forfaits mobile.
Depuis 2015, l'entreprise procède à de nombreux rachats d'entreprise, parmi lesquels OpenIP et IPline (France), Faqbot (Belgique), Motto Communications (Pays-Bas), Telepo et Soluno (Suède), Easybell (Allemagne) ou encore Flexfone (Danemark). Elle fait alors partie des entreprises technologiques à la croissance la plus rapide en Belgique. En 2019, l'investisseur en capital-risque Apax Partners France devient actionnaire.
En 2022, l'entreprise change son identité visuelle et son nom Destiny en Dstny afin de le rendre plus international. Elle est le sponsor de l'équipe de cyclisme belge Lotto-Dstny entre 2023 et 2024.

## Activité et produits
Dstny développe deux canaux de distributions complémentaires. La vente directe, tournée vers les PME et ETI d’un côté, et de l’autre la vente indirecte, essentiellement à destination des TPE et start-ups,. La vente indirecte s’appuie sur un réseau de 1 200 partenaires revendeurs dont certains s’adossent à Dstny pour vendre en marque blanche des solutions de télécommunications (voix sur IP, accès internet et connectivité, forfaits mobiles, hébergement cloud),.
En tant qu'éditeur, l'entreprise développe notamment la Solution MBCaaS Dstny (Mobile Business Communication as a Service), une solution de communication unifiée qui permet d’intégrer les applications professionnelles les plus utilisées telles que Salesforce, HubSpot, Zendesk ou Zoho à la téléphonie d’entreprise. Depuis une application unique, il est possible d’émettre et recevoir toutes ses communications, et d’obtenir des analyses et rapport de l’ensemble des forfaits souscrits. Cette solution est convergente Fixe-Mobile-Teams-CRM, permettant l’accès et la gestion de son application aussi bien sur un smartphone que sur un PC ou une tablette.
L'entreprise est implantée en France, en Belgique, au Pays-Bas, en Allemagne, en Suède, au Danemark, et au Royaume-Uni.